# إليس بنت
إليس بنت (بالإنجليزية: Ellis Bent)‏ هو قاضي أسترالي، ولد في 1783، وتوفي في 10 نوفمبر 1815.